# Alta autorità della Comunità europea del carbone e dell'acciaio
L'Alta autorità della Comunità europea del carbone e dell'acciaio era l'organo esecutivo della CECA. Venne creata nel 1952 e nel luglio 1967 confluì nella Commissione europea.

## Storia
La Comunità europea del carbone e dell'acciaio nacque su proposta del ministro degli esteri francese Robert Schuman e su iniziativa di Jean Monnet. La CECA e le sue istituzioni, tra cui l'Alta autorità, nacquero il 23 luglio 1952. Vi facevano parte Francia, Germania Occidentale, Italia, Belgio, Paesi Bassi e Lussemburgo. La seduta inaugurale dell'Alta autorità si tenne nel municipio di Lussemburgo il 10 agosto 1952.
La creazione dell'Alta autorità stava al centro del progetto per l'integrazione europea concepito da Jean Monnet. L'autorità era infatti un organo sovranazionale, indipendente dai singoli governi nazionali. I timori di un eccessivo potere dell'autorità condussero alla creazione di un Consiglio dei ministri e di un'Assemblea parlamentare, e in seguito spinsero in particolare il governo francese ad assicurarsi che le Commissioni di CEE e CEEA fossero adeguatamente controbilanciate.
A seguito del Trattato sulla fusione degli esecutivi entrato in vigore il 1º luglio 1967 le Istituzioni di CEE, CECA ed EURATOM sono state fuse. L'Alta autorità della CECA venne dunque fusa con la Commissione della CEE e posta sotto la guida del presidente della Commissione delle Comunità europee.

## Composizione e nomina
L'Alta autorità era composta da nove membri, di cui un presidente e otto membri ordinari (due per Italia, Repubblica Federale Tedesca e Francia, uno per gli altri stati membri). I membri ordinari erano nominati e scelti per la loro competenza professionale dagli stessi stati e nominavano essi stessi a maggioranza assoluta un nono individuo come presidente
Il mandato dei membri dell'autorità durava sei anni e poteva essere rinnovato, ma un terzo dei membri veniva rinnovato ogni due anni. Presidente e vicepresidente venivano designati per due anni, ma il loro mandato poteva essere rinnovato

### Lista dei Presidenti della CECA
Legenda:   [     ] Sinistra/Socialisti - [     ] Destra/Conservatori - [     ] Liberali - 
| N. | Presidente                | Partito europeo       | Mandato                             | Nazionalità | Collegio            |
| -- | ------------------------- | --------------------- | ----------------------------------- | ----------- | ------------------- |
| 1  | Jean Monnet               |                       | 10 agosto 1952 - 3 giugno 1955      | Francia     | Autorità Monnet     |
| 2  | René Mayer                |                       | 3 giugno 1955 - 13 gennaio 1958     | Francia     | Autorità Mayer      |
| 3  | Paul Finet                |                       | 13 gennaio 1958 - 15 settembre 1959 | Belgio      | Autorità Finet      |
| 4  | Piero Malvestiti          | Democratici cristiani | 15 settembre 1959 - 22 ottobre 1963 | Italia      | Autorità Malvestiti |
| 5  | Dino Del Bo               | Democratici cristiani | 22 ottobre 1963 - 8 marzo 1967      | Italia      | Autorità Del Bo     |
| 6  | Albert Coppé (ad interim) | Democratici cristiani | 8 marzo 1967 - 6 luglio 1967        | Belgio      | Autorità Del Bo     |

## Poteri e funzioni
L'Alta autorità doveva assicurarsi che gli obiettivi del Trattato della CECA fossero perseguiti e raggiunti e che il mercato comune funzionasse in maniera efficace.
I membri avevano il dovere di agire in piena indipendenza dagli stati membri e di difendere gli interessi comuni della CECA e non potevano ricoprire nessun incarico al di fuori della CECA.
Per svolgere le sue funzioni, l'autorità disponeva di tre tipi di strumenti: poteva emanare decisioni, completamente vincolanti, raccomandazioni, vincolanti per l'obiettivo da raggiungere ma non per i mezzi da utilizzare, ed opinioni, di carattere non vincolante.

## Organizzazione interna
Il collegio dell'Alta autorità era assistito da un segretariato generale e da una serie di dipartimenti, che nel 1960 vennero riorganizzati in sei direzioni generali:
- amministrazione generale e finanze;
- economia ed energia;
- carbone;
- acciaio;
- questioni occupazionali e ristrutturazioni;
- credito ed investimenti.

## Sede

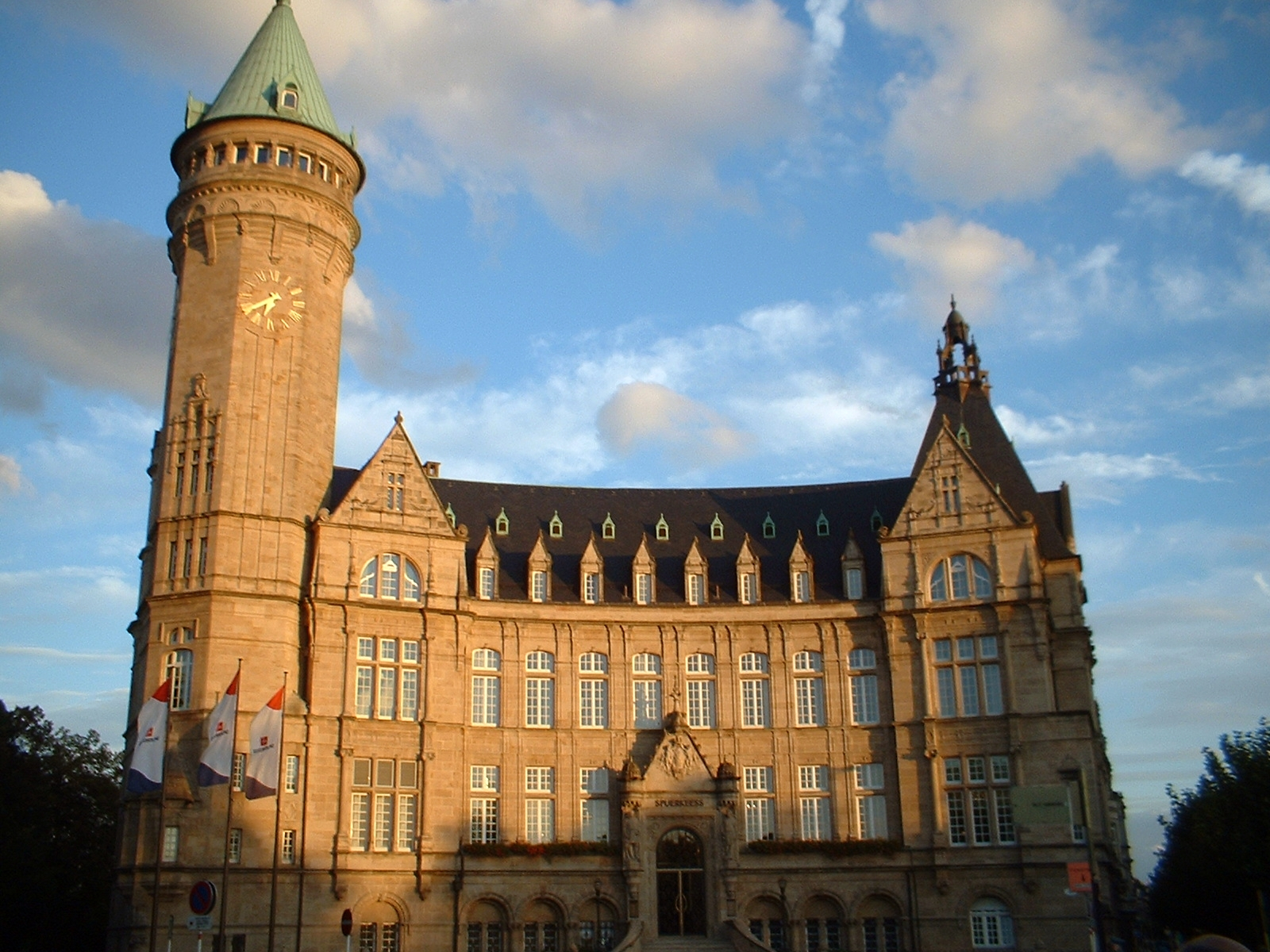
Sede dell'Alta autorità della CECA a Lussemburgo

La sede delle istituzioni della CECA fu piuttosto dibattuta tra gli stati membri. L'Autorità venne collocata a Lussemburgo.